# Touched by the Crimson King
Touched by the Crimson King är det tysk-amerikanska power metal-bandet Demons & Wizards (ett sido-projekt till musikgrupperna Blind Guardian och Iced Earth) andra studioalbum, utgivet 27 juni 2005 av skivbolaget Steamhammer.

## Låtlista
1. "Crimson King" – 5:47
2. Beneath These Waves" – 5:12
3. "Terror Train" – 4:47
4. "Seize the Day" – 5:22
5. "The Gunslinger" – 5:16
6. "Love's Tragedy Asunder" – 5:28
7. "Wicked Witch" – 3:32
8. "Dorian" – 6:37
9. "Down Where I Am" – 4:54
10. "Immigrant Song" (Led Zeppelin-cover) – 2:29

Text och musik: Hansi Kürsch / Jon Schaffer (spår 1–9), Jimmy Page / Robert Plant (spår 10)

## Medverkande
Musiker (Demons & Wizards-medlemmar)
- Hansi Kürsch – sång
- Jon Schaffer – gitarr, basgitarr

Bidragande musiker
- Jim Morris – sologitarr, bakgrundssång
- Bobby Jarzombek – trummor, percussion
- Ruben Drake – basgitarr
- Howard Helm – piano, bakgrundssång
- Kathy Helm – bakgrundssång
- Tori Fuson – bakgrundssång
- Jesse Morris – bakgrundssång
- Krystyna Kolaczynski – cello

Produktion
- Jim Morris – producent, ljudtekniker, ljudmix, mastering
- Jon Schaffer – producent
- Hansi Kürsch – producent
- Ryan Yanero – assisterande ljudtekniker
- Nikolay "Dr. Venom" Simkin – omslagsdesign
- Dennis "Sir" Kostroman – omslagsdesign
- Travis Smith – omslagskonst, logo
- Danny Miki – omslagskonst
- Leo Hao – omslagskonst
- Marc Villalonga – foto
- Axel Jusseit – foto